# Chariesthes nigroapicipennis
Chariesthes nigroapicipennis là một loài bọ cánh cứng trong họ Cerambycidae.